# Begonia candollei
Espèce
Begonia candollei est une espèce de plantes de la famille des Begoniaceae.
L'espèce fait partie de la section Parietoplacentalia.
Elle a été décrite en 1969 par Rudolf Christian Ziesenhenne (1911-2005).

## Répartition géographique
Cette espèce est originaire du Mexique.